# Поликарпов, Николай Александрович
Николай Александрович Поликарпов (4 декабря 1939, Смоленская область — 6 марта 2015, Мокшан, Пензенская область) — советский и российский организатор сельскохозяйственного производства, директор совхоза «Елизаветинский» Мокшанского района Пензенской области (1971—2008), народный депутат СССР.

## Биография
В Пензенскую область попал в годы войны, когда сюда, спасаясь от голода на разоренной фашистами Смоленщине, вывез семью его дед. Окончил Сердобский зоотехникум, затем — Пензенский сельскохозяйственный институт.
Трудовую деятельность начал в совхозе «14 лет Октября» Мокшанского района. В феврале 1971 г. был назначен директором совхоза «Елизаветинский» Мокшанского района, в котором он проработал 37 лет и вывел в передовые хозяйства Пензенской области. Благодаря его усилиям в селе Елизаветино были построены газопровод, дорога, проведены водопроводные сети, возведены школа и детский сад.
Народный депутат СССР от Октябрьского территориального избирательного округа № 253 Пензенской области. Избирался депутатом Пензенского областного Совета народных депутатов, депутатом Законодательного Собрания Пензенской области второго созыва, председателем комиссии по аграрной политике.
В последние годы — помощник депутата Законодательного Собрания, депутат Собрания представителей Мокшанского района.
Скончался 6 марта 2015 года. Похоронен на Новозападном кладбище г. Пензы

## Награды
- Награждён орденами Дружбы и «Знак Почета».
- Заслуженный работник культуры РСФСР.